# Декабрьское восстание в Мотовилихе (1905)
Дека́брьское восста́ние 1905 года в Мотови́лихе — главный эпизод первой русской революции на Урале. Проходило в период с 12 (25) декабря по 13 (26) декабря 1905 года в Мотовилихе — промышленном посёлке-спутнике Перми.

## Предыстория
Падение Порт-Артура — крупнейшее поражение Русской императорской армии в ходе Русско-японской войны 1904—1905 годов — вызвало взрыв возмущения во всех слоях российского общества, приведший к демонстрациям и протестам, вылившимся в первую русскую революцию.
Началом революционных потрясений принято считать события 9 января 1905 года в Петербурге, которые вошли в историю как «Кровавое воскресенье». В Пермской губернии революционные события начались с забастовок на ряде промышленных предприятий, длившихся с февраля по апрель 1905 года. С середины весны стали активно проводиться массовки (собрания) рабочих.

### Май
14 мая в доме Мешкова должно было состояться учредительное собрание местного отделения Всероссийского учительского союза. Неожиданно оно было запрещено губернатором, усмотревшим в программе вопросы политического характера. Недовольство учителей и собравшейся здесь же учащейся молодёжи переросло в манифестацию в Загородном саду, к которой примкнули и рабочие:85—89 Пермских пушечных заводов. Толпа прошлась по улицам города, забросав камнями и расстреляв из револьверов окна в доме губернатора, после чего на помощь полиции прибыли солдаты и толпа разошлась, опасаясь угрозы применения оружия. В результате этих событий один городовой был убит и один солдат ранен. 15 мая революционно настроенная молодёжь собралась за Камой. Во избежание беспорядков от возвращающихся в город, на берег были присланы полиция и солдаты. По поводу событий 14—15 мая Пермский комитет РСДРП выпустил листовки, призывавшие к борьбе за народное представительство в органах власти и к вооружённому восстанию:278—280.
23 и 24 мая в цехах Мотовилихинского завода были разбросаны листовки под заголовком «Требования рабочих завода Мотовилихи». В листовке излагались как экономические, так и политические требования: установление 8-часового рабочего дня для взрослых и 6-часового для подростков, запрещение сверхурочных работ, улучшение медицинской помощи, удаление некоторых неугодных рабочим мастеров, свобода собраний, освобождение всех арестованных после 14 мая, неприкосновенность участников стачки — всего 21 требование:281—282. Опасаясь возможных беспорядков, вечером 24 мая власти разместили на территории завода роту солдат 232-го Ирбитского резервного батальона.
С началом рабочей смены в 6 утра 25 мая началась забастовка в орудийном цехе. Затем бастующие, собирая рабочих, прошлись по другим цехам и направились к горному начальнику Пермских пушечных заводов Строльману. Строльман предложил вести переговоры с выбранными от рабочих депутатами, что вскоре было исполнено. Было избрано 10 депутатов, в том числе: Андрей Юрш, Алексей Безолуцкий, Иван Рудаков, Пётр Обросов, Василий Иванченко, Иван Зенков. В последующие дни рабочие и другие жители посёлка часто собирались на базарной (рыночной) площади и горе Вышке. Заводская администрация хотела принять жёсткие меры, пригрозив рабочим локаутом, но пошла на частичные уступки, и продолжавшаяся вплоть до 30 мая забастовка прекратилась. Для укрепления гарнизона 9 июня (по другим сведениям, 30 мая) в Пермь прибыла 3-я сотня 7-го Уральского казачьего полка.

### Июль
В ходе майской забастовки зародился Совет выборных, представлявший различные цеха завода (всего 16), к сентябрю его численность достигла 83 человек. Лидером Совета был Андрей Юрш. Почти сразу Совет вступил в жёсткое противостояние с заводской администрацией. 4 июля инженер Назаров попытался уволить двух рабочих из снарядного цеха. В дело вмешался Юрш, убеждённый, что без Совета решать вопрос об увольнении нельзя. В ночь на 5 июля Юрш был арестован. Это послужило главным поводом для начала новой забастовки, которая продолжалась с 5 по 21 июля.
10 июля прошёл большой митинг на горе Вышке. Рабочие собрались для обсуждения своих отношений с администрацией — без красных флагов и революционных лозунгов. Также решался вопрос о продолжении забастовки и о денежной помощи нуждающимся:47—48. По данным полиции, собралось свыше тысячи человек: «Рабочие шли с жёнами и детьми. Кто в праздничной, по случаю воскресения и сходки, одежде, кто прямо с сенокоса с вилами и граблями». Митинг был запрещён заводской администрацией и губернскими властями, хотя предыдущие четыре дня собраниям рабочих никто не препятствовал. Во время разгона митингующих (казачья сотня была введена в селение ещё в первый день забастовки) погиб старый мотовилихинский рабочий, один из первых в России электросварщиков, Л. И. Борчанинов, другой рабочий был тяжело ранен в ногу и множество избито нагайками, было арестовано 9 человек. С 11 июля представителями Пермского окружного суда было начато дознание по делу о вооружённом сопротивлении рабочих Мотовилихинского завода полиции и казакам. Расследовались как вооружённое сопротивление рабочих, так и ранение одного рабочего и убийство Борчанинова. В течение трёх месяцев следователем допрашивались казаки, полицейские и жители Мотовилихи.
11 июля в Перми в Загородном саду состоялось собрание молодёжи, обсуждавшее каким образом почтить память погибшего Борчанинова, раздавались прокламации. Похороны, назначенные на 12 июля, не состоялись, и власти, опасаясь превращения траурной процессии в грандиозную манифестацию, обязали родственников начать их в 5 часов утра 13 июля, а участие всех посторонних при этом исключить. В ходе продолжавшейся забастовки выбранные на митинге 10 июля делегаты предъявили администрации завода 23 требования, часть из них была принята к исполнению:284—287. В течение месяца, включая сороковой день после смерти Борчанинова, никаких событий полицией отмечено не было, но 29 августа, в день массовых поминальных молебнов по усопшим, у могилы погибшего был организован небольшой митинг. На нём присутствовали около 50 человек. Собравшиеся произносили речи, пели «Вечную память» и «Варшавянку».

### Сентябрь
1 сентября началась забастовка рабочих мартеновского цеха и движение за забастовку в снарядном и других цехах. 19—20 сентября рабочие удалили с завода начальника снарядного цеха Сеппайна и мастера Крапивина. В ответ горный начальник подписал объявление о полном закрытии предприятия:
Вследствие донесения моего о происшедших в снарядных и орудийных фабриках беспорядках г. Главный начальник Уральских горных заводов телеграфировал мне: «Объявите Пермский завод закрытым и рассчитайте всех рабочих по день закрытия».
Поэтому объявляю завод закрытым с завтрашнего дня, то есть с пятницы 23 сентября. По этот день составлены будут расчёты, о времени выдачи расчётов будут особые объявления.
Подписал горный начальник (Строльман). Сентября 22 дня 1905 года:119.
23 сентября на территории завода была дополнительно размещена рота 232-го Ирбитского резервного батальона.
Завод начал работать с 15 октября, открывая цеха постепенно один за другим, с учётом их технологического взаимодействия:847.

### Октябрь
Под давлением всероссийской политической стачки 17 октября император опубликовал Высочайший Манифест об усовершенствовании государственного порядка, известие о котором дошло до Перми и Мотовилихи 18 октября. В этот день в Перми под давлением массы пермяков и мотовилихинцев, пришедших к дому губернатора под красными флагами, из губернской тюрьмы и исправительного арестантского отделения были выпущены все политические заключённые — около 30 человек, арестованных за демонстрацию 14 мая и во время забастовок:54—55. «Дни свободы», когда власть в городе и губернии была почти парализована, продолжались около двух недель.
С утра 19 октября манифестацию в Перми начали учащиеся торговой школы, которые с красными флагами обходили все учебные заведения. К шествию, кроме учащихся, присоединялись и другие жители города. В середине дня на площади у кафедрального собора собралась многотысячная толпа. С подходящего возвышения раздавались речи ораторов, причём их содержание «отличалось полной свободой суждений» — звучали призывы к дальнейшей борьбе за свободу, были и призывы к вооружению. В требованиях учащихся было всё — от гражданских свобод до разрешения курения в туалетах (учебный процесс был фактически парализован до ноября 1905 года). Около двух часов манифестанты направились к городскому театру, где митинг с выступлениями ораторов и пением «Марсельезы» продолжался до вечера. С утра 20 октября шествие и митинг повторились, но уже с меньшим размахом. Кроме того, стали распространяться слухи о безобразиях хулиганов, которые пользовались отсутствием охраны и нападали на мирных граждан:97—99.
Днем 21 октября в Перми было организовано шествие монархистов с пением гимна, национальными флагами и царскими портретами. Огромная толпа неоднократно подходила к губернаторскому дому. Вышедший губернатор призвал толпу к спокойствию и недопущению всякого рода насилия. На представлениях в городском театре, по требованию публики, оркестр играл и гимн, и «Марсельезу»:99.
22 октября, в день почитания иконы Казанской Божией Матери, в Перми произошло столкновение революционно настроенного населения с монархистами. В этот день многотысячная толпа жителей собралась на площади у кафедрального собора на молебен. После окончания церемонии толпа с царскими портретами и национальными флагами ещё долго ходила по городу, распевая гимн и оглашая воздух криками «ура». В то же время другая часть населения, в основном рабочие, учащиеся и молодёжь, организовалась в не менее значительную группу манифестантов с красными флагами и «Марсельезой». В какой-то момент, на пересечении улиц Сибирской и Екатерининской, когда две манифестации оказались рядом, по неизвестным причинам раздались револьверные выстрелы из толпы с красными флагами, началась паника, были пострадавшие. Через некоторое время обе толпы сошлись у городского театра, но более серьёзных столкновений не было:99—100. А в таких важных городах губернии, как Екатеринбург и Надеждинск, несколько раньше состоялись погромы, в ходе которых были раненые и убитые. После этих событий на заседании городской Думы и на митингах в помещении Благородного собрания поднимался вопрос о создании наряду с полицией милиции из местного населения, которая должна была обеспечивать безопасность горожан. Предложение было отвергнуто, и это послужило поводом для создания в партийных организациях собственных боевых дружин:55—56. Главой одного из боевых «десятков» стал Яков Кузнецов.
К 1 ноября на Пермских пушечных заводах полностью возобновили работу все цеха. Многие рабочие уже не хотели новых забастовок, но это не совпадало с планами революционеров. В ноябре в Мотовилиху были направлены революционные агитаторы, которые вели подпольные кружки, выступали перед рабочими, распространяли среди них подпольную литературу, включая отпечатанную на гектографе брошюру «Тактика уличного боя». Комитеты революционных партий организовывали закупку оружия.

## Ход событий

### Стачка
Всеобщая политическая стачка в России, начавшаяся в Москве 7 декабря 1905 года, уже не была такой же массовой, как подобная забастовка в октябре. Пермь и пригороды присоединились к ней на один-два дня позднее. Полностью или частично в ней участвовали работники почты и телеграфа (с 16 ноября):102, железнодорожники, рабочие Главных железнодорожных мастерских (с 8 декабря), заводов Любимова и братьев Каменских, Пермских пушечных заводов (с 9 декабря:103—105). Серьёзные волнения были на Чусовском металлургическом заводе, в депо станции Чусовая, Кусье-Александровском заводе и на многих других предприятиях Пермской губернии по обе стороны Уральского хребта. Основными требованиями забастовки были:
- немедленное освобождение всех заключённых в России по политическим делам;
- немедленный созыв Государственной Думы;
- восстановление свободы печати согласно манифесту 17 октября с отменой всех изданных после него изменений и дополнений.

### 9 декабря

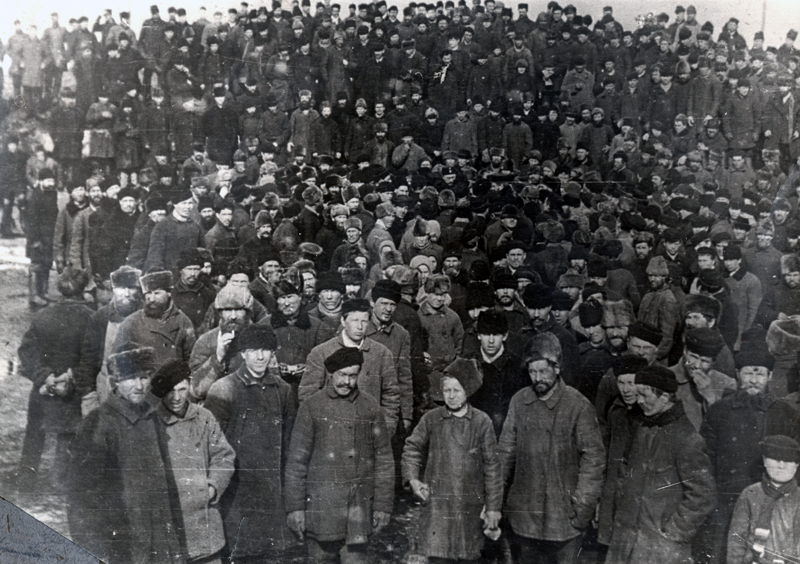
Рабочие — участники митинга. 1905. ГАПК. Ф. 952. Оп. 1. Д. 384

В 7 часов утра 9 декабря рабочие завода без разрешения горного начальника устроили в снарядном цехе № 5 общее собрание, на котором постановили присоединиться к всеобщей стачке, после чего выключили электричество, дали тревожные гудки, прекратили работы во всех цехах и разошлись по домам. В половине десятого служащие заводоуправления и цехов, получив разрешение горного начальника, провели собрание в заводской библиотеке и большинством голосов — 178 против 54 (по другим данным, 160 против 58:853) — постановили прекратить занятия и принять участие в общем собрании с рабочими, назначенном на 12 часов:176—179:841—842. На состоявшемся общем собрании было замечено несколько посторонних лиц, среди них проживавший в Перми Всеволод Владимирский.
Принятые на общем собрании решения около 4 часов дня были предъявлены горному начальнику. Требовалось прекратить занятия в заводоуправлении, кроме служащих, необходимых в случае выдачи зарплаты некоторым рабочим, запретить администрации пользоваться заводскими лошадьми, электроэнергией, телефоном для переговоров с городом, а также открыть недостроенный снарядный цех № 5 для постоянных собраний рабочих:176—179:841—842. Горный начальник вынужден был согласиться:854. Из рапорта горного начальника Строльмана главному начальнику Уральских горных заводов Боклевскому от 12 декабря 1905 года: «Я совершенно бессилен отвечать отказом на подобные требования…»:843—844.
Консервативная газета «Пермские губернские ведомости», осуждая начавшуюся забастовку рабочих и служащих завода, писала, что «рабочих заставила забастовать небольшая кучка вожаков революционно-демократической партии», что многие рабочие покинули завод утром 9 декабря, не понимая смысла забастовки и не сознавая, что большинству из-за этой забастовки придётся вместе с семьями голодать, а большинство зачинщиков — или молодые, или пришлые и не имеют семей:103—105.

### 10 декабря
В снарядном цехе № 5 состоялось собрание рабочих, на котором меньшинство в составе около 70 вооружённых в основном холодным оружием рабочих заставило большую часть рабочих продолжать забастовку. По данным полиции, на собрании было решено продолжать забастовку на заводе до выполнения трёх основных требований всеобщей стачки (см. выше). Затем Андрей Юрш читал телеграммы о мятеже в Севастополе и погромах в Саратовской губернии. Также обсуждался вопрос о посылке делегатов в Пермь, чтобы уговорить ещё не прекративших работу поддержать забастовку. По окончании этого собрания, в 3 часа пополудни здесь же началось собрание служащих. После собраний рабочие прошли по посёлку и угрозами принудили закрыть казённые лавки, торговавшие водкой, частный винный погреб и пивные заведения. В 7 вечера в мотовилихинском театре (народном доме) собралось около 400 наиболее активных забастовщиков, до 20 из них были вооружены ружьями. Было решено препятствовать проходу железнодорожных поездов. Вечером по Большой улице прошли две группы людей с ружьями на плечах — 5 и 8 человек:176—179:841—842. Сведения о первых появлениях на улицах Мотовилихи вооружённых людей именно 10 декабря были получены от двух постовых и извозчика:184.

### 11 декабря
В 9 утра началось собрание рабочих на заводе. Вновь обсуждался вопрос о посылке делегатов на промышленные предприятия Перми для поддержки забастовки:179—180. После полудня в посёлке на площади у волостного правления состоялся объединённый сход рабочих и сельских жителей Мотовилихинской волости. Созыву собрания активно содействовали законные власти — волостной старшина Лузенин, сельские старосты Хомяков, Ильин и писарь Липатьев. На сходе выступали многие мотовилихинцы, среди них и Александр Лбов:854. Было решено для обеспечения порядка в посёлке официально образовать милицию, выделить на нужды её формирования из волостной кассы 2000 рублей, выдать из волостного правления оружие, сданное на хранение, обложить всё население налогом в 10 копеек на нужды милиции, прекратить выдачу жалования становым приставам и полицейским, предоставить милиции арестантское отделение:63. Кроме того, собрание постановило «послать телеграмму Государю Императору…, прося Его Императорское Величество для успокоения страны немедленно созвать Государственную Думу на началах прямого, всеобщего, равного и тайного голосования для выработки основных законов, которые бы успокоили бы страну»:173—176. После состоявшегося в народном доме вечернего собрания рабочих по улицам прошли около 20 вооружённых ружьями человек:179—180 и произвели несколько выстрелов в сторону стоявшего на своём посту полицейского, не причинив ему вреда:855.

### 12 декабря
Утром 12 декабря на обстрелянного накануне полицейского напали пятеро неизвестных, отобрали у него шашку и револьвер и отобрали шашку у подоспевшего на свисток полицейского:855. Около 9 часов утра толпа людей под предводительством Лбова (до 170 человек) прошла на территорию керосинового склада «Бр. Нобель». Пришедшие, угрожая оружием, отобрали у служащих склада 13 револьверов, ещё 6 револьверов было отобрано у служащих на лесопилке при складе. Лбов призвал служащих прекратить работу и пригласил на заводской митинг:188—190.
Днём в снарядном цехе № 5 состоялся очередной митинг. Выступавший на нём Владимирский призывал к забастовке «для свержения существующего в государстве образа правления и к всеобщему вооружению для дачи отпора войскам»:855. С теми же призывами выступали и другие ораторы, указывая на необходимость остановки поездов как способа поддержания забастовки. Во 2-м часу дня бастующие (до 1500 человек) направились к станции Мотовилиха, куда к тому времени должен был подойти почтовый поезд, выходивший из Перми в 1 ч 24 мин:843. Рабочие разобрали стрелку, и толпа перекрыла путь, поэтому поезд остановился не доходя до станции. Окружив паровоз и взяв с машиниста слово, что поезд дальше не пойдёт, его и помощника машиниста увели на митинг. Попытка отцепить паровоз была пресечена охранявшими поезд жандармами и солдатами. Для восстановления порядка из Перми была вызвана полусотня казаков, которая вскоре показалась на полотне железной дороги. Из толпы бастующих и из нескольких близлежащих зданий раздались выстрелы, но казаки смогли разогнать толпу нагайками. Стрелка была отремонтирована, и около 4 часов дня поезд отправился дальше:855—856. Убитых в этот день не было, 8 человек были ранены.
В этот же день стало известно, что в Москве и некоторых других городах начались уличные бои между дружинами рабочих и войсками. В Мотовилихе и Перми дружины своего формирования не закончили. Милицию (боевую дружину) в Мотовилихе возглавлял Александр Борчанинов, его правой рукой был Яков Кузнецов, всего она насчитывала 38 человек. В основном это были члены РСДРП, а также несколько эсеров и беспартийные. Вооружены они были, главным образом, общедоступными револьверами гражданского образца, простейшими бомбами и холодным оружием, было всего несколько винтовок. Отдельные сочувствующие милиции рабочие имели охотничьи ружья, металлические трости, ножи и кастеты, но абсолютное большинство их было безоружно. Тем не менее было решено твёрдо придерживаться режима стачки и если необходимо, то силой оружия препятствовать прохождению поездов, оказывая сопротивление войскам и полиции.
По сообщению газеты «Пермский край», 12 декабря рабочие Мотовилихи отобрали револьверы и шашки у шести стоявших на улицах полицейских:844.

### 13 декабря
С утра в снарядном цехе № 5 снова происходил митинг, на котором среди ораторов были отмечены упомянутый выше Владимирский, повторивший сделанное накануне выступление, а также другой социал-демократ, Владимир Трапезников, который призывал к свержению существующего правительства, однако, по воспоминаниям А. Л. Борчанинова, был против вооружённого восстания. Около 11 часов дня группа из 13 солдат Ирбитского батальона, возвращаясь с караула у пороховых складов на горе Вышке и проходя через рыночную площадь, была обстреляна из толпы. Пострадавших не было. Солдаты взяли винтовки «на изготовку», и толпа разбежалась, после чего группа двинулась дальше:856—857. По другим сведениям, солдаты на Большой улице ответили огнём и в перестрелке случайно была убита женщина. В 12-м часу дня несколько человек напали на проходившего по Большой улице жандарма и отобрали у него шашку:856—857.
Для недопущения задержки того же почтового поезда, перед отправлением его из Перми были направлены в Мотовилиху сотня казаков для разгона толпы и рота солдат (по железной дороге) для охраны поезда. Вошедшая в Мотовилиху сотня казаков несколько раз подвергалась обстрелу из засад и укрытий, при этом одна полусотня прошла к железнодорожным путям, а другая задержалась на улицах, противодействуя обстрелу. Часть казаков, преследуя и обстреливая убегавших, ворвалась на территорию завода:857.
Солдаты были доставлены в Мотовилиху местным поездом, который вышел из Перми несколько ранее почтового, и расположились на станции. Полусотня казаков освобождала путь от людей. Поезд медленно подошёл к станции и не останавливаясь прошёл дальше:106—107. Вооружённые столкновения продолжались и после прохождения поезда. В ожидании казаков на улицах были сооружены четыре баррикады:858, две из которых были устроены на Висимской (по другим сведениям, на Баковой) улице под руководством Лбова вечером 13 декабря, но казаки здесь так и не появились:181—182. После того как толпы с улиц рассеялись, казаки вернулись в Пермь, а в Мотовилиху были направлены дополнительные войска:191—193. Всего со стороны войск в Мотовилихе 13 декабря было задействовано три роты солдат:845.
В течение дня на улицах было задержано три человека. Около 8 часов вечера солдаты при прочёсывании территории завода заметили движение на чердаке орудийного цеха № 1, там оказалась группа рабочих, среди которых были и боевики, завязалась перестрелка. Солдатам и полиции удалось захватить 30 человек — пользуясь темнотой, оружие они успели выбросить:191—193. В этот день были убитые и более двух десятков раненых.

## Последствия
В событиях 13 декабря со стороны правительственных войск участвовали казачья сотня 7-го Уральского полка и три роты 232-го резервного Ирбитского батальона, а также полиция. По официальным данным, за весь день они потеряли двоих казаков ранеными и одного солдата пострадавшим. Также была легко ранена лошадь.
По материалам следствия, всего в уличных столкновениях в Мотовилихе, помимо милиционеров, участвовало до 1000 человек. Потери среди обывателей, как участвовавших в событиях, так и посторонних, за два дня составили 6 человек убитыми и 33 ранеными, из которых трое позже скончались. Около 400 человек, по сообщению прокурора, были избиты нагайками. Реальные потери, вероятно, были ещё больше — не все раненые были выявлены, часть успела скрыться.
В ночь с 13 на 14 декабря в Перми и Мотовилихе были арестованы все заметные представители Пермского комитета РСДРП и часть руководителей восстания. Удалось скрыться Андрею Юршу, Александру Борчанинову, Владимиру Трапезникову и Александру Лбову. Яков Кузнецов был застрелен при попытке к бегству 3 января 1906 года.
По делу о вооружённом восстании в Мотовилихе в декабре 1905 года в качестве свидетелей и обвиняемых было привлечёно 92 человека (обвиняемых — 51). Дело слушалось в Перми 5—10 декабря 1906 года. Были приговорены к различным мерам наказания 38 человек: 27 человек — к заключению в исправительный дом на сроки от 5 лет до 2 лет и 8 месяцев, 8 — в тюрьму на сроки от 9 до 6 месяцев, трое — в крепость на сроки от 4 до 2 месяцев. Были оправданы 10 человек (в том числе Всеволод Владимирский), часть обвиняемых не разыскана:344—351:186.

## Память

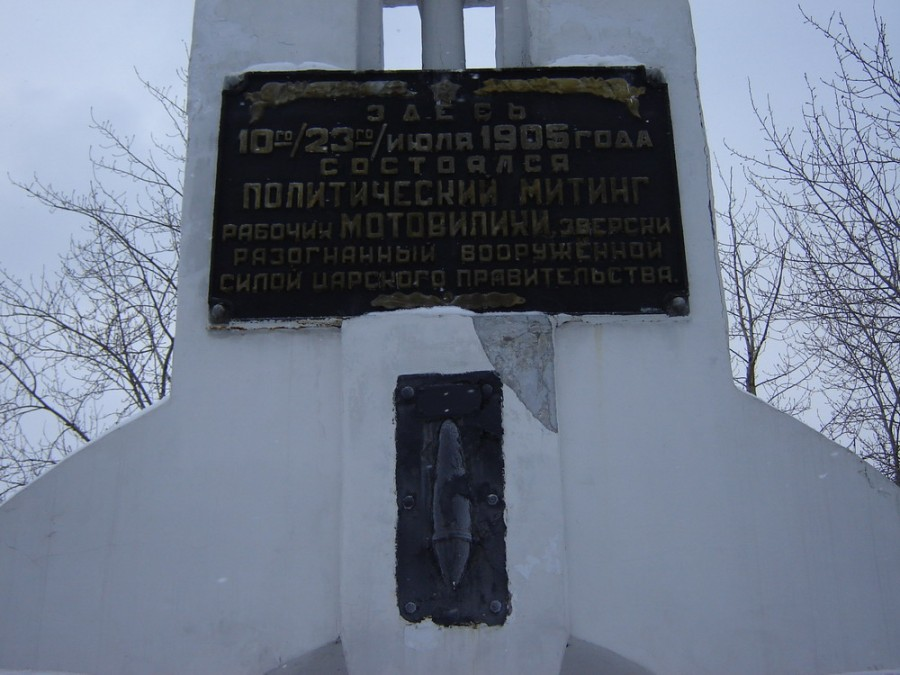
Мемориальная доска в память разогнанного митинга на горе Вышке

В советское время, начиная с 1920 года, ряд улиц Мотовилихи был переименован в память о событиях 1905 года: улица Большая — сначала в Советскую, а затем в улицу 1905 года, улица Томиловская — в улицу Лбовскую, а с 1953 года в улицу Восстания, улица Баковая — в улицу Пролетарскую, бывшая Рыночная площадь — в площадь Восстания.
Множество улиц Перми и некоторых других городов края, например Кизела, носят имена участников этих событий, в частности, улицы Борчанинова, Борчаниновская, Вагановых, Зенкова, Копылова, Лбова, Лифанова, Лузенина, Стольникова, Юрша и др.
В 1920 году на горе Вышке был открыт Памятник борцам революции, изображение которого в советское время было центральным элементом герба города Перми. С 1970 года и по настоящее время там же расположен музей-диорама, являющийся филиалом Пермского краеведческого музея. Памятник, мемориальное кладбище и музей-диорама вместе образуют Мемориальный комплекс на горе Вышка.

## Трактовка событий в советский период
В течение XX века историческая и общественная оценка событий 12—13 декабря 1905 года в Мотовилихе неоднократно менялась — их значение то преувеличивалось, то преуменьшалось.
В советский период события в Мотовилихе 12—13 декабря 1905 года было принято называть «вооружённым восстанием рабочих». Однако, как показывают документы, участие рабочих в перестрелках революционеров с войсками 13 декабря 1905 года не было сколько-нибудь массовым. Рабочие Мотовилихи, собравшиеся на митинг 13 декабря, не были вооружены, за исключением небольшой группы юных революционеров, устроивших перестрелку с правительственными войсками.
Одно из подтверждений мирного характера событий — вышедшая 24 декабря 1905 года прокламация Пермского комитета РСДРП «К мотовилихинским рабочим», в которой подводились итоги декабрьских событий, обозначенных как забастовка, и ни слова не говорилось о вооружённом восстании. Кроме того, в прокламации прозвучало обвинение правительства в том, что оно «без предупреждения, изменнически расстреливает мирные собрания».
Позднейшие исследования по истории рабочего движения в России показали, что в тот период отношение значительной части рабочих к государственному устройству, власти, религии, гражданской и политической свободе было более консервативным, чем представлялось в литературе советского периода. Такая ситуация была характерна и для Мотовилихи — несмотря на активную деятельность революционеров, значительная часть рабочих достаточно равнодушно относилась к их радикальным идеям и призывам и была озабочена, прежде всего, улучшением собственного экономического положения.